# Dysschema buckleyi
Dysschema buckleyi là một loài bướm đêm thuộc phân họ Arctiinae, họ Erebidae.